# Saint-Beauzile
Saint-Beauzile è un comune francese di 118 abitanti situato nel dipartimento del Tarn nella regione dell'Occitania.

## Società

### Evoluzione demografica
Abitanti censiti